# Daniel C. Striepeke
Daniel C. Striepeke (* 8. Oktober 1930 im Sonoma County, Kalifornien; † 17. Januar 2019) war ein US-amerikanischer Maskenbildner. Er wurde zweimal für den Oscar nominiert.

## Leben
Striepeke begann seine Karriere als Maskenbildner Mitte der 1950er Jahre. In seiner über 40-jährigen Karriere betreute er die Maske in über 100 Filmen. Er wurde zweimal für den Oscar für das beste Make-up nominiert, das erste Mal 1995 für Forrest Gump zusammen mit Judith A. Cory und Hallie D’Amore und das zweite Mal bei der Oscarverleihung 1999 für Der Soldat James Ryan zusammen mit Lois Burwell und Conor O’Sullivan.
Er war 19 Jahre lang der persönliche Maskenbildner von Tom Hanks. Die Zusammenarbeit begann bei Schlappe Bullen beißen nicht (1987). 2006 machte er das letzte Mal die Maske beim Film The Da Vinci Code – Sakrileg.

## Filmografie (Auswahl)
- 1956: In 80 Tagen um die Welt (Around the World in Eighty Days)
- 1960: Die glorreichen Sieben (The Magnificent Seven)
- 1968: Planet der Affen (Planet of the Apes)
- 1969: Zwei Banditen (Butch Cassidy and the Sundance Kid)
- 1970: Tora! Tora! Tora! (Tora! Tora! Tora!)
- 1970: Patton – Rebell in Uniform (Patton)
- 1970: Rückkehr zum Planet der Affen (Beneath the Planet of the Apes)
- 1971: Flucht vom Planet der Affen (Escape from the Planet of the Apes)
- 1972: Eroberung vom Planet der Affen (Conquest of the Planet of the Apes)
- 1973: Sssnake Kobra (Sssssss) (auch Produktion und Drehbuch)
- 1978: Die durch die Hölle gehen (The Deer Hunter)
- 1980: Der Jazz-Sänger (The Jazz Singer)
- 1982: Annie
- 1987: Bigfoot und die Hendersons (Harry and the Hendersons)
- 1987: Schlappe Bullen beißen nicht (Dragnet)
- 1988: Meine Stiefmutter ist ein Alien (My Stepmother Is an Alien)
- 1989: Meine teuflischen Nachbarn (The ’Burbs)
- 1989: Scott & Huutsch (Turner & Hooch)
- 1990: Joe gegen den Vulkan (Joe Versus the Volcano)
- 1990: Fegefeuer der Eitelkeiten (The Bonfire of the Vanities)
- 1994: Forrest Gump
- 1995: Apollo 13
- 1998: Der Soldat James Ryan (Saving Private Ryan)
- 1999: The Green Mile
- 2000: Cast Away – Verschollen (Cast Away)
- 2002: Road to Perdition
- 2002: Catch Me If You Can
- 2004: Terminal (The Terminal)
- 2006: The Da Vinci Code – Sakrileg (The Da Vinci Code)